# Agelastica
Agelastica es un género de escarabajos de la familia Chrysomelidae. En 1837 Chevrolat describió el género. Es de distribución holártica. Esta es la lista de especies que lo componen:
- Agelastica alni (Linnaeus, 1758)
- Agelastica bimaculata (Bertoloni, 1868)
- Agelastica coerulea Baly, 1860
- Agelastica cyanicollis (Jacoby, 1884)
- Agelastica lineata Blackburn, 1888
- Agelastica orientalis (Baly, 1878)

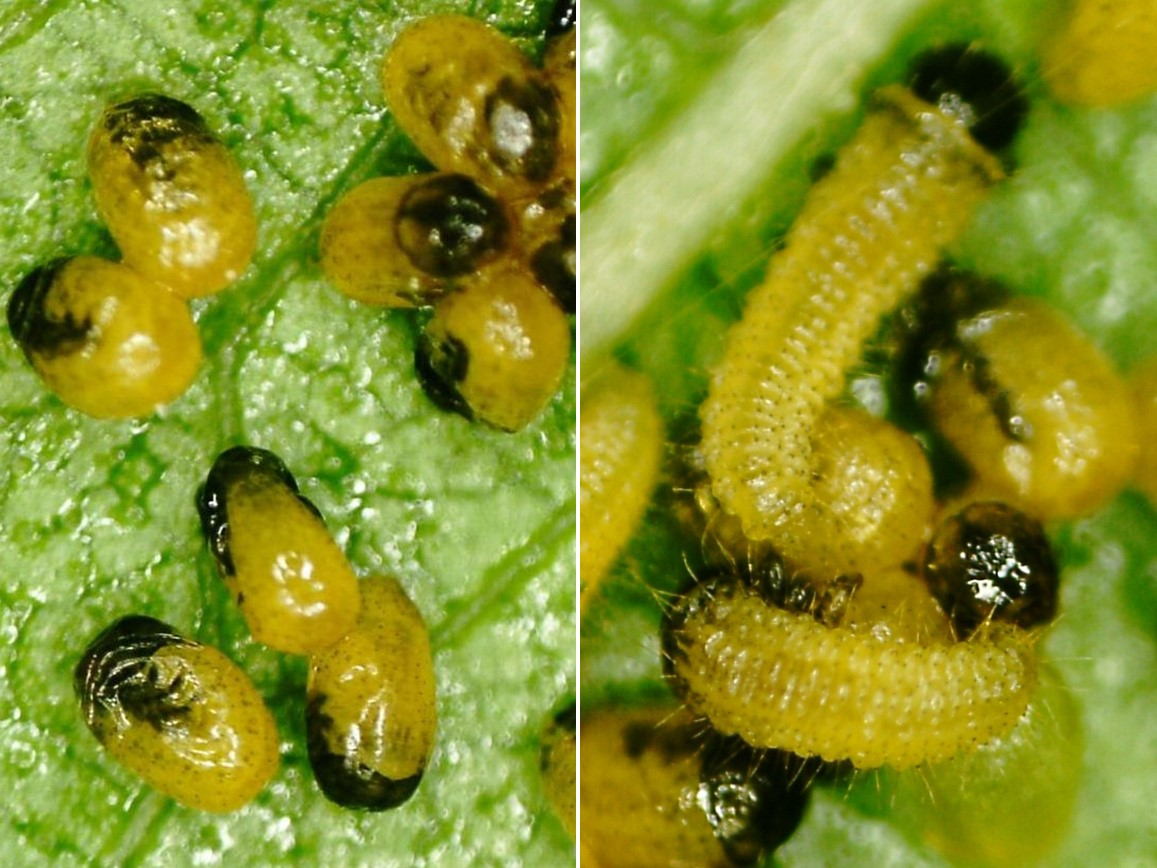
Agelastica alni, larva